# Isyana Sarasvati
Isyana Sarasvati, née le 2 mai 1993 à Bandung en Indonésie, est une chanteuse indonésienne.

## Biographie
Elle est diplômée de la Nanyang Academy of Fine Arts (en). de Singapour et du Royal College of Music de Londres,. Connue pour ses compositions originales, elle a écrit toutes les chansons de son premier album pop de 2015, Explore! et sur ses deux albums suivants, Paradox (2017) et Lexicon (2019). Elle s'est également produite en tant que chanteuse d'opéra à Singapour. Elle est récipiendaire de nombreux prix indonésiens et internationaux.
Avant de devenir célèbre en tant que chanteuse et compositrice pop, elle s'était bâtie une réputation de soliste et de récitaliste de musique classique. Isyana a également participé à de nombreux concours musicaux. À 15 ans, elle remporte le prix du "meilleur compositeur". Sa chanson Wings of Your Shadow a été sélectionnée comme la 12e meilleure composition sur 3 500 entrées au International Junior Original Concert (IJOC). En conséquence, elle a interprété l'electone au concert IJOC 2008 dans la salle Bunkamura, Tokyo, Japon. Isyana a signé un contrat d'enregistrement avec Sony Music Indonesia en 2014 et a sorti deux singles, Keep Being You (2014) et Tetap Dalam Jiwa (2015). Ses albums ont reçu des critiques positives et un succès commercial.

## Discographie

### Album
- Explore! (2015)
- Paradox (2017)
- Lexicon  (2019)